# Estación de Eclépens
La estación de Eclépens es una estación ferroviaria de la comuna suiza de Eclépens, en el Cantón de Vaud.

## Historia y situación
La estación de Eclépens fue inaugurada en el año 1855 con la puesta en servicio del tramo Yverdon-les-Bains - Bussigny de la línea Olten - Lausana. 
Se encuentra ubicada a 2 kilómetros hacia el este del núcleo urbano de Eclépens. Cuenta con dos andenes laterales a los que acceden dos vías pasantes. Además, de la estación parten dos derivaciones para dos industrias cercanas, y existen varias vías muertas, de las cuales una de ellas es usada por una industria.
En términos ferroviarios, la estación se sitúa en la línea Olten - Lausana. Sus dependencias ferroviarias colaterales son la estación de Bavois hacia Olten, y la estación de Cossonay en dirección Lausana.

## Servicios ferroviarios
Los servicios ferroviarios de esta estación están prestados por SBB-CFF-FFS:

### RER Vaud
La estación forma parte de la red de trenes de cercanías RER Vaud, que se caracteriza por trenes de alta frecuencia que conectan las principales ciudades y comunas del cantón de Vaud. En ella efectúan parada trenes de una línea de la red:
- S 1 Yverdon-les-Bains - Lausana - Vevey - Montreux - Villeneuve.